# Feliksas Žalnierius
Feliksas Žalnierius (* 2. Januar 1941 in Kuolališkės, Siedlung Tauragnai, Litauische SSR) ist ein litauischer Politiker, Bürgermeister von Utena (1990–1995).

## Leben
1961 nach dem Abitur an der Mittelschule Tauragnai arbeitete als Lehrer an der Schule Bajorai in der Rajongemeinde Utena.
Ab 1967 arbeitete er als Ingenieur bei „Utenos elektros tinklai“. 1969 absolvierte das Diplomstudium an der Fakultät für Radioelektronik am Kauno politechnikos institutas und wurde Ingenieur. Von 1990 bis 1995 war er Vorsitzender des Stadtrats Utena (Bürgermeister), von 1995 bis 1997 und von 1997 bis 2000 Mitglied im Gemeinderat Utena.

## Quelle
1. ↑   Geschichte Utenas (Memento des Originals vom 22. Juni 2012 im Internet Archive)  Info: Der Archivlink wurde automatisch eingesetzt und noch nicht geprüft. Bitte prüfe Original- und Archivlink gemäß Anleitung und entferne dann diesen Hinweis.

| Personendaten    | Personendaten                                   |
| ---------------- | ----------------------------------------------- |
| NAME             | Žalnierius, Feliksas                            |
| KURZBESCHREIBUNG | litauischer Politiker                           |
| GEBURTSDATUM     | 2. Januar 1941                                  |
| GEBURTSORT       | Kuolališkės, Siedlung Tauragnai, Litauische SSR |